# Satellite d'alerte précoce

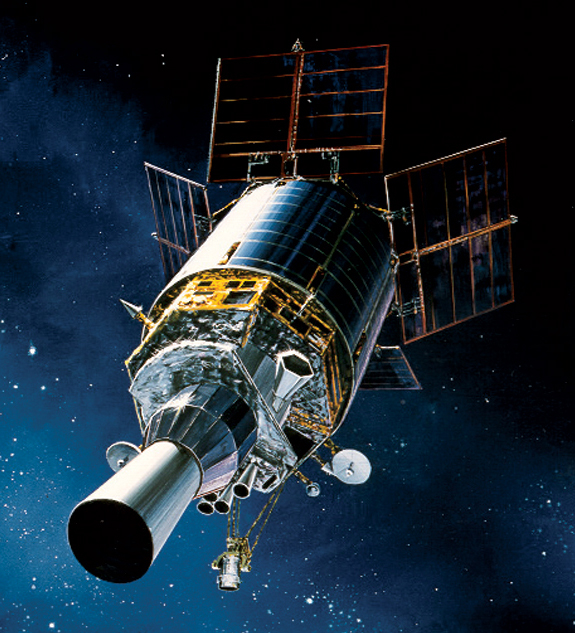
Vue d'artiste d'un satellite américain DSP phase III.

Un satellite d'alerte précoce est un  satellite artificiel  conçu pour détecter le lancement d'un missile balistique et ainsi prendre les mesures militaires. Il utilise à cet effet des détecteurs infrarouges qui identifient le missile grâce à la chaleur dégagée par ses moteurs durant la phase propulsée. Ce type de satellite a été développé dans les années 1960 dans le contexte de la guerre froide  pour déclencher suffisamment tôt des alertes dans les territoires visés par une attaque de missiles. Il est par la suite devenu un des composants des systèmes de défense antimissile ainsi que des systèmes de contrôle de la réglementation sur les essais nucléaires. Seules les deux principales puissances nucléaires, la Russie et les États-Unis, disposent d'une constellation de satellites d'alerte précoce.

## Description
Un satellite d'alerte précoce a pour objectif de détecter le lancement d'un missile balistique au début de sa trajectoire, lorsqu'il peut être repéré grâce à la chaleur qu'il dégage c'est-à-dire dans la phase où sa propulsion fonctionne. Pour un missile balistique intercontinental typique tiré d'une distance de 10 000 km cette phase dite « de poussée » dure environ 3 minutes pour une durée de vol total d'environ 30 minutes. La suite du vol se fait sur l'inertie et le missile devient pratiquement indétectable pour le satellite. Le satellite d'alerte précoce présente l'avantage par rapport à un radar de pouvoir scruter pratiquement 50 % de la surface de la Terre s'il se trouve à une altitude suffisante et de donner ainsi plus de temps au pays attaqué pour réagir par rapport à un système reposant uniquement sur des radars. La détection du missile se fait grâce à des capteurs qui observent des longueurs d'onde de l'infrarouge correspondant à la température des flammes des moteurs du missile (plus de 1 000 °C). L'ordinateur embarqué qui traite le signal doit pouvoir éliminer les sources de rayonnement liées à la réflexion de la lumière du Soleil sur le sol ou sur les nuages. L'image est grossie par un télescope dont l'ouverture atteint un mètre sur les derniers satellites américains.

Exemple de séquence de tir du missile balistique intercontinental Minuteman III : la propulsion permet un repérage par un satellite d'alerte précoce durant les phases 2, 3 et 4 correspondant au fonctionnement des 3 étages du missile. Celui-ci s'élève jusqu'à une altitude comprise entre 100 km (le schéma n'est pas à l'échelle).

## Programmes nationaux

### États-Unis

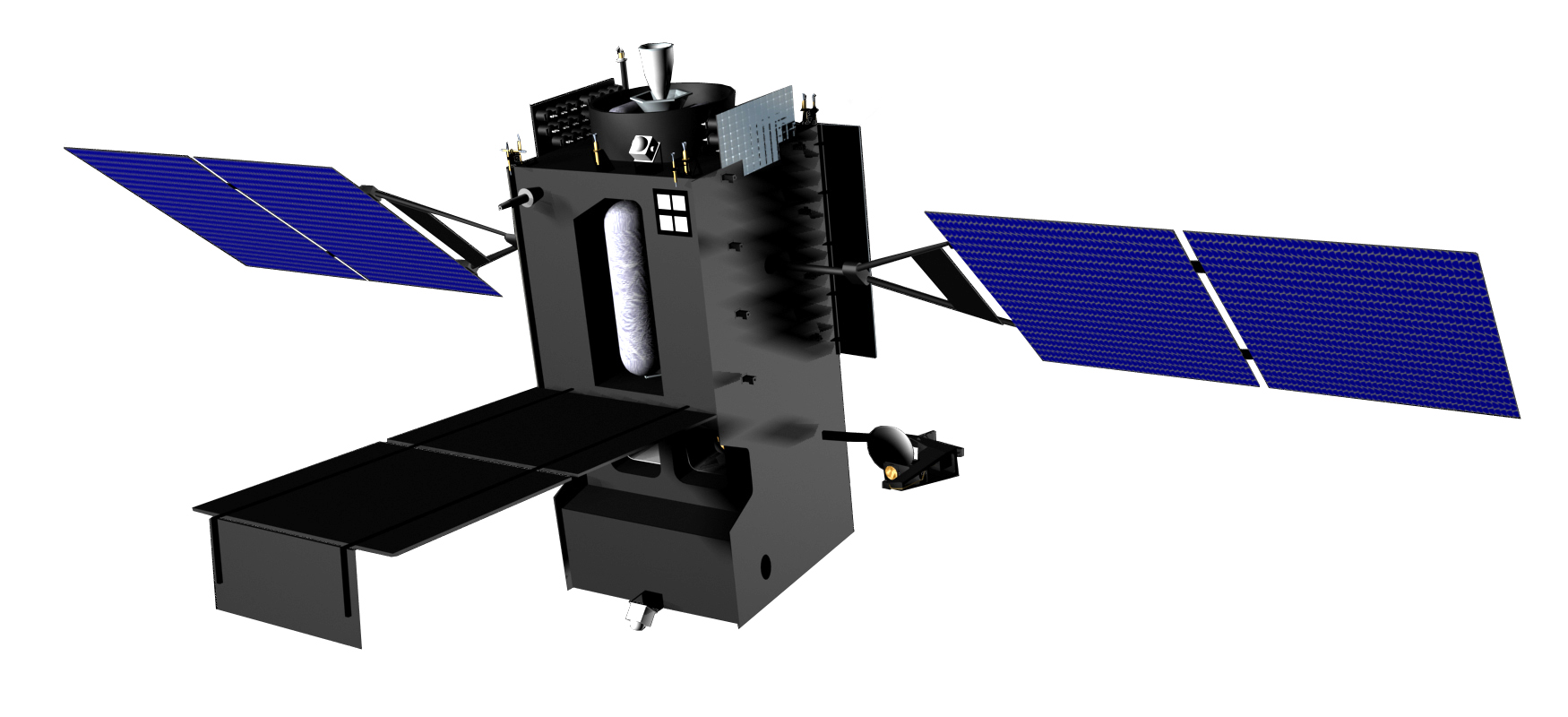
Vue d'artiste d'un SBIRS-GEO.

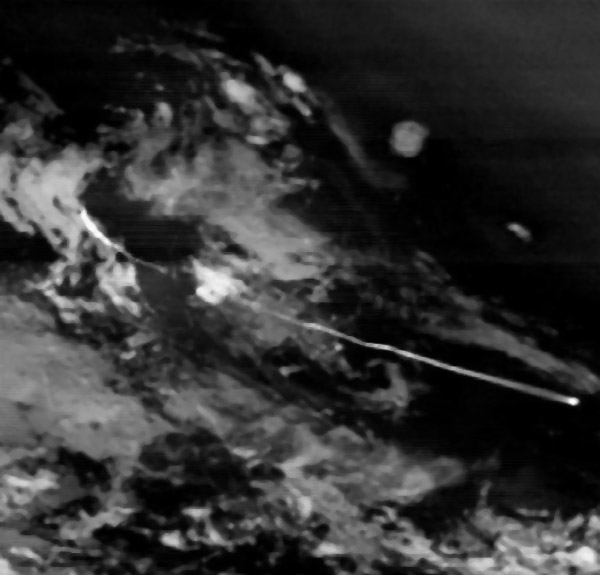
Observation d'un tir de lanceur Delta II par un satellite SBIRS en 2008.

Les États-Unis sont le premier pays à tenter de mettre en place un système d'alerte précoce basé dans l'espace. L'objectif est de détecter les lancements de missiles balistiques soviétiques et fournir un préavis de 20 à 33 minutes avant l'arrivée du missile contre 10 à 25 minutes avec le réseau BMEWS de radars terrestres. Les MIDAS qui sont lancés entre 1960 et 1966 ne sont jamais entrés dans une phase véritablement opérationnelle mais ont permis de mettre au point ce type de satellite. Les satellites DSP placés en orbite géostationnaire prennent le relais au début des années 1970. Plusieurs générations de satellites DSP de plus en plus performants se sont succédé jusqu'en 2007. Ils sont en cours de remplacement depuis 2011 par le système SBIRS qui comprend des satellites dédiés en orbite géostationnaire (SBIRS-GEO), en orbite basse (SBIRS-LEO) et des capteurs embarqués sur les satellites Trumpet à usage mixte (écoute électronique/alerte) circulant sur une orbite de Molnia.

### Union soviétique et Russie
Les satellites US-K et US-KS développés dans le cadre du programme Oko constituent la première génération de satellites d'alerte précoce des soviétiques. 86 satellites US-K ont été placés sur une orbite de Molnia entre 1972 et 2010 et 7 satellites UK-KS, très proches dans leur conception sont placés en orbite géostationnaire entre 1975 et 1997. Contrairement à leurs homologues américains les US-K et US-KS ne peuvent uniquement détecter les tirs de missiles balistiques sol-sol car leur électronique est moins perfectionnée. Le système ne devient opérationnel qu'en 1980. Les US-KS sont remplacés par les US-KMO, capables également de détecter les tirs de missiles balistiques mer-sol et dont le premier exemplaire est placé en orbite géostationnaire en 1991. Après une décennie de bon fonctionnement, la couverture assurée par ces satellites, n'est plus que partielle au début des années 1990 du fait d'une diminution du rythme des lancements. En 2014, les 3 derniers satellites d'alerte précoce alors en service ont cessé leurs activités.
Une erreur de conception dans le logiciel embarqué des satellites UK-KS a mené en 1983 à une fausse alerte de tir nucléaire, à la suite de la confusion entre la chaleur causée par la réflexion du rayonnement solaire sur des nuages et celle dégagée par un tir de missile nucléaire.
Les satellites US-K doivent être remplacés à compter de 2015 par une nouvelle génération de satellites baptisés Toundra,.

### Autres pays
En France, la direction générale de l'Armement a effectué des tests préliminaires pour le développement  d'un satellite d'alerte précoce : des capteurs infrarouges ont été testés sur deux petits satellites expérimentaux SPIRALE lancés en 2009. Le lancement d'un satellite opérationnel n'est pas prévu avant fin 2020.
La Chine prévoit, dans des documents de 2014, de lancer également un tel programme.

## Familles de satellites
| Pays        | Désignation          | Date lancement | Nombre lancés/échecs | Lanceur                          | Masse                                     | Orbite                                                | Durée de vie                | Statut             | Commentaire |
| ----------- | -------------------- | -------------- | -------------------- | -------------------------------- | ----------------------------------------- | ----------------------------------------------------- | --------------------------- | ------------------ | --- |
| États-Unis  | Midas                | 1960-1966      | 12/4                 | Atlas- Agena                     | environ 2 tonnes                          | Orbite basse                                          | de quelques semaines à 1 an | Retiré du service  | Première génération ; expérimental ; 4 versions |
| États-Unis  | DSP phase I          | 1970-1973      | 4/1                  | Titan-3C                         | 907 kg                                    | Orbite géostationnaire                                | 1,25 ans                    | Retiré du service  | |
| États-Unis  | DSP phase II         | 1975-1977      | 3/0                  | Titan-3C                         | 1 043 kg                                  | Orbite géostationnaire                                | 2 ans                       | Retiré du service  | |
| États-Unis  | DSP phase II MOS/PIM | 1979-1984      | 4/0                  | Titan-3C                         | 1 170 kg                                  | Orbite géostationnaire                                | 3 ans                       | Retiré du service  | |
| États-Unis  | DSP phase II v2      | 1954-1987      | 2/0                  | Titan-IVD Transtage              | 1 674 kg                                  | Orbite géostationnaire                                | 3 ans                       | Retiré du service  | |
| États-Unis  | DSP phase III        | 1989-2007      | 10/1                 | Titan-IVD Transtage              | 2 386 kg                                  | Orbite géostationnaire                                | ?3 ans                      | Opérationnels ?    | En cours de remplacement par SBIRS |
| États-Unis  | SBIRS                | 2011-          | 4/0                  | Atlas 5 401 ou Delta IV-4M+(4,2) | 4 500 kg (SBIRS-GEO) 1 000 kg (SBIRS-LOW) | Orbite géostationnaire, Orbite basse Orbite de Molnia | 12 ans (SBIRS-GEO)          | Opérationnels      | Comprend des satellites géostationnaires (SBIRS-GEO) des satellites en orbite basse (SBIRS-LOW) et des capteurs embarqués sur des satellites Trumpet à usage mixte (alerte/Elint) circulant orbite de Molnia |
| URSS/Russie | US-K                 | 1972-2010      | 86/3                 | Molnia                           | 2 400 kg                                  | Orbite de Molnia                                      | 1 an                        | Retirés du service | Remplacé par Toundra |
| URSS        | US-KS                | 1975-1997      | 7/0                  | Proton-K/Bloc-DM                 | 2 400 kg                                  | Orbite géostationnaire                                | 1 an                        | Retirés du service | Pratiquement identiques aux US-K, remplacés par US-KMO |
| URSS/Russie | US-KMO               | 1991-2012      | 8/0                  | Proton-K/Bloc-DM-2               | 2 600 kg                                  | Orbite géostationnaire                                | 5-7 ans                     | Retirés du service | Remplacé par Toundra |
| Russie      | Toundra              | 2015-          | 4/0                  | Soyouz-2.1b/Fregat-M             | ? kg                                      | Orbite de Molnia                                      | ? ans                       | Opérationnels      | |